# 30593 Dangovski
30593 Dangovski este un asteroid din centura principală de asteroizi.

## Descriere
30593 Dangovski este un asteroid din centura principală de asteroizi. A fost descoperit pe 16 august 2001 la Socorro, New Mexico, în cadrul proiectului LINEAR. Asteroidul prezintă o orbită caracterizată de o semiaxă mare de 2,77 ua, o excentricitate de 0,08 și o înclinație de 6,2° în raport cu ecliptica.